# Prix Victor-Morin
Prix Victor-Morin – quebecka nagroda, ufundowana w 1962 przez Société Saint-Jean-Baptiste de Montréal (SSJBM) dla uhonorowania osób, które wyróżniły się w dziedzinie teatru. Początkowo przyznawana corocznie, od 1991 co trzy lata.
Wśród laureatów znaleźli się m.in.: Jean Gascon (1962), Gratien Gélinas (1967), Michel Tremblay (1974), Michel Brault (1975), Michel Garneau (1989).